# Bienvenu Manamika Bafouakouahou
Bienvenu Manamika Bafouakouahou (Pool, 16 ottobre 1964) è un arcivescovo cattolico della Repubblica del Congo, dal 21 novembre 2021 arcivescovo metropolita di Brazzaville e dal 1º maggio 2022 presidente della Conferenza episcopale del Congo.

## Biografia

### Formazione e ministero sacerdotale
È stato ordinato sacerdote il 29 agosto 1993.
Dal 1993 al 1995 è stato direttore spirituale nel seminario di Mindouli. 
Dal 1995 al 2000 ha compiuto gli studi in diritto canonico presso l'università di Salamanca.
Dal 2004 al 2013 è stato vicario generale della diocesi di Kinkala e delegato episcopale per la Caritas diocesana.

### Ministero episcopale
Il 24 maggio 2013 papa Francesco lo ha nominato primo vescovo di Dolisie.
Ha ricevuto l'ordinazione episcopale il 25 agosto 2013 dalle mani del nunzio apostolico nella Repubblica del Congo Andrés Carrascosa Coso, co-consacranti il vescovo di Kinkala Louis Portella Mbuyu e il vescovo di Nkayi Daniel Mizonzo. 
Ha partecipato alla XV assemblea generale ordinaria del sinodo dei vescovi svoltasi nel mese di ottobre 2018 dal tema I Giovani, la Fede e il Discernimento Vocazionale.
Il 18 aprile 2020 è stato nominato arcivescovo coadiutore di Brazzaville. 
Il 21 novembre 2021, succedendo al suo predecessore Anatole Milandou, dimessosi per raggiunti limiti di età, è divenuto arcivescovo metropolita di Brazzaville.
Il 1º maggio 2022 è stato eletto presidente della Conferenza episcopale del Congo.

## Genealogia episcopale
La genealogia episcopale è:
- Cardinale Scipione Rebiba
- Cardinale Giulio Antonio Santori
- Cardinale Girolamo Bernerio, O.P.
- Arcivescovo Galeazzo Sanvitale
- Cardinale Ludovico Ludovisi
- Cardinale Luigi Caetani
- Cardinale Ulderico Carpegna
- Cardinale Paluzzo Paluzzi Altieri degli Albertoni
- Papa Benedetto XIII
- Papa Benedetto XIV
- Papa Clemente XIII
- Cardinale Marcantonio Colonna
- Cardinale Giacinto Sigismondo Gerdil, B.
- Cardinale Giulio Maria della Somaglia
- Cardinale Carlo Odescalchi, S.I.
- Vescovo Eugène de Mazenod, O.M.I.
- Cardinale Joseph Hippolyte Guibert, O.M.I.
- Cardinale François-Marie-Benjamin Richard de la Vergne
- Cardinale Pietro Gasparri
- Cardinale Clemente Micara
- Cardinale Antonio Samorè
- Cardinale Angelo Sodano
- Arcivescovo Andrés Carrascosa Coso
- Arcivescovo Bienvenu Manamika Bafouakouahou